# Robin Ward
Pour les articles homonymes, voir Ward.
 (mai 2025).
Si vous disposez d'ouvrages ou d'articles de référence ou si vous connaissez des sites web de qualité traitant du thème abordé ici, merci de compléter l'article en donnant les références utiles à sa vérifiabilité et en les liant à la section « Notes et références ».
Robin Ward est un acteur et présentateur canadien né le 10 avril 1944 au Canada.

## Biographie
Robin Ward est surtout connu pour avoir animé des émissions à la télévision américaine ainsi qu'à la télévision canadienne.

## La Cinquième Dimension
En 1988, l'équipe de production de la série télévisée de La Cinquième Dimension part s'installer au Canada et demande à Ward de remplacer l'ancien narrateur, Charles Aidman. Contrairement à son prédécesseur, Robin Ward annonce et conclut chaque épisode de la troisième saison (un épisode comportant une seule histoire).
Il a ainsi participé aux épisodes suivants :
1. Le Cas étrange d'Edgar Whiterspoon
2. La Seconde Chance
3. Le Prix de la Culpabilité
4. Les Chasseurs
5. Le Mauvais Rêve
6. Régression de mémoire
7. La Méthode Hellgramite
8. Tante Selena est mourante
9. L'Appel
10. La Transe
11. Légitime défense
12. Vision 20/20
13. Il était une fois
14. La vieille malle
15. L'équation de la mort
16. Le cœur a ses raisons
17. L'étranger dans le bois
18. Pertes et profits
19. Le Passage
20. Une partie particulière
21. La métamorphose des murs
22. Souvenirs à vendre
23. Chambre 2426
24. Le Chat et la Souris
25. Épidémie
26. Un rendez-vous tant attendu
27. Souriez, vous êtes filmé
28. L'amour est aveugle
29. Secoué comme des glaçons dans un shaker
30. Lutte de générations